# Носач, Тимофей Иванович
Тимофе́й Ива́нович Носа́ч (укр. Тимош Носач) — генеральный обозный, прилуцкий, брацлавский и остёрский полковник Войска Запорожского.
Тимофей Носач один из сподвижников Богдана Хмельницкого.

## Биография
Место и дата рождения Носача неизвестны. Тимофей Носач был представителем шляхетско-мещанского рода, который имел промыслы и вел широкую торговлю по всей территории Украины от Львова до Прилук.
Богдан Хмельницкий отправил Носача для охраны границ земель «Войска Запорожского» в Галицию, но вскоре он был отозван для похода на Подолье. По пути соединился с войсками самого Хмельницкого и участвовал в победоносном сражении 6 августа при Пилявицах. Отправляя, вскоре после этого, своего сына Тимофея с войском на помощь молдавскому господарю, Богдан Хмельницкий главнокомандующим назначил Носача.
После смерти гетмана Хмельницкого Носач был назначен казаками к его сыну «для уряда гетманского» и занимал в то время первое место после Ивана Выговского. В конце 1658 года Носач позволил последнему склонить себя к измене, и, вместе с другими приверженцами Выговского, даже принес в 1659 году присягу на верность польскому королю; затем он участвовал на чрезвычайном варшавском сейме и поздравлял короля Казимира с возвращением ранее утраченных земель на Украине. Вскоре, однако, Носач вернулся к Юрию Хмельницкому и сопровождал его к Чуднову, куда тот шёл для соединения с войсками Шереметева; затем в 1660 году, когда из-за ссоры с Шереметевым Юрий перешел на сторону поляков.
4 апреля 1665 года отряд, посланный Брюховецким и воеводой Протасьевым, внезапным ударом атаковал Корсунь и уничтожил расположенный в городе польский гарнизон. Погибло до 700 человек. Живьем был схвачен Тимофей Носач.
Дальнейшая судьба его неизвестна.